# Fago (Espanha)
Fago é um município da Espanha na província de Huesca, comunidade autónoma de Aragão, de área 48,7 km² com população de 57 habitantes (2007) e densidade populacional de 1,17 hab/km².

## Demografia
| Variação demográfica do município entre 1991 e 2004 | Variação demográfica do município entre 1991 e 2004 | Variação demográfica do município entre 1991 e 2004 | Variação demográfica do município entre 1991 e 2004 |
| --------------------------------------------------- | --------------------------------------------------- | --------------------------------------------------- | --------------------------------------------------- |
| 1991                                                | 1996                                                | 2001                                                | 2004                                                |
| 44                                                  | 43                                                  | 37                                                  | 33                                                  |